# Битка код Хораније
Битка код Хораније (енгл. Battle off Horaniu), вођена 18. августа 1943. између америчких и јапанских снага, била је америчка поморска победа током битке за Соломонова острва на пацифичком фронту Другог светског рата.

## Битка
Током битке за Соломонова острва, Американци су крајем јула 1943. одлучили да заобиђу утврђено острво Коломбангара и да искрцају десант на острво Вела Лавела које је бранило око 250 јапанских војника.
Десантни одред од 4.600 војника искрцан је 14. августа без губитака, а браниоци потиснути у северозападни део острва, али су Јапанци одлучили да привремено бране место Хоранију (енгл. Horaniu), на североисточној обали Веле Лавеле. У ту сврху упутили су 17. августа са Бугенвила 15 десантних бродова, 4 торпедна и 2 патролна чамца, са 2 пешадијске чете и водом морнара, под заштитом 4 разарача. Откривши конвој, Американци су истог дана поподне упутили са острва Флорида 4 разарача да га пресретну. Пловећи северно од Веле Лавеле према западу, сутрадан у 0 часова и 29 минута открили су противника помоћу радара. Јапанци у 00 часова и 45 минута лансирају први торпедо и отварају артиљеријску ватру на америчке разараче са даљине од око 11.000 до 15.000 м, али без резултата. У гоњењу Американци су оштетили 2 јапанска разарача, али су због хаварије на свом разарачу принуђени да смање брзину састава. Одустајући од гоњења разарача, Американци нападају десантни одред и и потапају 1 десантни брод, 2 торпедна и 2 патролна чамца.
Јапанци су ипак успели да искрцају 390 људи и да успоставе упориште Хоранију, што им је омогућило да до краја септембра 1943. евакуишу већи део људства са Коломбангаре и суседних острва.